# کوه‌های پسکم
کوه‌های پسکم {{ازبکی|Pskem Mountains) یک رشته‌کوه در ازبکستان و قرقیزستان است که در استان جلال‌آباد واقع شده‌است. کوه‌های پسکم ۴٬۰۴۸ متر بالاتر از سطح دریا واقع شده‌است.